# Мітчелл (Австралія)
Мітчелл англ. Mitchell – місто у Квінсленді, Австралія. Розташовано за 587 км на захід від Брисбену та за 176 км на схід від Чарлевілю. 

## Історія
Місто названо на честь Сера Томаса Мітчелла - дослідника Нового Південного Уельсу, який дослідив місцевість у районі міста 1846.  1854 року Едмунд Морі придбав у власність місцеві угіддя, що мали назву «Мітчелл Даунс». 1864 року ферму було зруйновано потужною повінню. Згодом ці руїни придбав Томас Клос, і збудував тут готель «Мараноа». Поштове відділення почало свою роботу 1865, а у 1878 поселення отримало свою нинішню назву офіційно. 
У Мітчеллі народився 15-ий Прем'єр-міністр Австралії Френк Форд. Він пробув на цьому посту найменший в історії країни термін – сім днів. 
Протягом нетривалого часу Мітчелл мав статус адміністративного центру графства Бурінга.

## Великий артезіанський курорт
Великий Артезіанський курорт було відкрито у місті 1998. Він включає до свого складу два бювети: один теплий, інший – створений для тих, хто надає перевагу охолодженій воді. 
Вода, що використовується у бюветах курорту регулярно надходить з Великого артезіанського басейну, одного з найбільших артезіанських басейнів у світі. Цей басейн забезпечує питною (артезіанською) водою майже п’яту частину Австралії. Він займає площу більшу ніж 1,711,000 квадратних кілометрів, та використовується для поставки питної води до міст з 1927.  